# Ново-Иркутская ТЭЦ
Ново-Ирку́тская теплова́я электроста́нция расположена на юго-западе города Иркутска, входит в состав ОАО «Иркутскэнерго».

## Общая характеристика
Установленная мощность ТЭЦ составляет 708 МВт.
Отпуск электроэнергии проходит по восьми воздушным линиям напряжением 220 кВ, отпуск тепла на отопление и горячее водоснабжение осуществляется по четырём лучам:
- 1 луч — Ново-Иркутская ТЭЦ—Свердловский район
- 2 луч — Ново-Иркутская ТЭЦ—Правый берег
- 3 луч — Ново-Иркутская ТЭЦ—Мельниковский сельскохозяйственный комплекс.
- 4 луч — Ново-Иркутская ТЭЦ—Верхний бьеф

На электростанции сооружены две дымовые трубы: высотой 186,6 и 246,3 метров.

## История
25 июня 1968 года постановлением Совета Министров СССР утверждён план проектного задания на строительство Ново-Иркутской ТЭЦ мощностью 655 МВт. Строительство ТЭЦ началось в 1969 году по проекту Сибирского отделения ВНИПИЭнергопрома.

### Хронология строительства
- В 1975 году введён в эксплуатацию котлоагрегат ст. № 1 типа БКЗ-420-140-3 и турбоагрегат ст. № 1 типа ПТ-60-130/13
- В 1976 году введён в эксплуатацию котлоагрегат ст. № 2 типа БКЗ-420-140-3 и турбоагрегат ст. № 2 типа ПТ-60-130/13
- В 1979 году введён в эксплуатацию котлоагрегат ст. № 3 типа БКЗ-420-140-6 и турбоагрегат ст. № 3 типа Т-175/210-130
- В 1980 году введён в эксплуатацию котлоагрегат ст. № 4 типа БКЗ-420-140-6
- В 1985 году введён в эксплуатацию котлоагрегат ст. № 5 типа БКЗ-500-140-1 и турбоагрегат ст. № 4 типа Т-175/210-130
- В 1986 году введён в эксплуатацию котлоагрегат ст. № 6 типа БКЗ-500-140-1
- В 1987 году введён в эксплуатацию котлоагрегат ст. № 7 типа БКЗ-500-140-1 и турбоагрегат ст. № 5 типа Т-185/220-130
- В 2003 году введён в промышленную эксплуатацию котлоагрегат ст. № 8 с кольцевой топкой БКЗ-820-140-1
- В 2013 году введён в эксплуатацию турбоагрегат ст. № 6 типа Р-50-130/13, перевезенный с Усть-Илимской ТЭЦ

С 20 апреля 2005 года тепловой узел Ново-Иркутской ТЭЦ объединён с филиалами «Иркутские тепловые сети» и ТЭЦ-5 города Шелехова.